# Rohat
Rohat (engelska: Rohit) är en ort i Indien.   Den ligger i distriktet Pāli och delstaten Rajasthan, i den nordvästra delen av landet, 500 km sydväst om huvudstaden New Delhi. Rohat ligger 191 meter över havet och antalet invånare är 5 787.
Terrängen runt Rohat är mycket platt. Runt Rohat är det ganska tätbefolkat, med 72 invånare per kvadratkilometer. Det finns inga andra samhällen i närheten. Trakten runt Rohat består till största delen av jordbruksmark.